# Liga a IV-a Vrancea
Liga a IV-a Vrancea (cunoscută sub denumirea Superliga Altdorf Tehnik din motive de sponsorizare) este principala competiție fotbalistică din județul Vrancea, organizată de Asociația Județeană de Fotbal (AJF) Vrancea, situată în al patrulea eșalon al sistemului de ligi al fotbalului românesc.
Competiția este disputată de un număr variabil de echipe, în funcție de numărul echipelor retrogradate din Liga a III-a, al celor promovate din Liga a V-a Vrancea, precum și al echipelor care se retrag sau se înscriu în competiție. Campioana poate sau nu să promoveze în Liga a III-a, în funcție de rezultatul barajului de promovare disputat împotriva campioanei dintr-o serie județeană vecină.

## Istoric
În 1968, în urma noii reorganizări administrative și teritoriale a țării, fiecare județ a înființat propriul campionat de fotbal, integrând echipele din fostele campionate regionale, precum și echipele care evoluau anterior în competițiile orășenești și raionale. Proaspăt înființatul Campionat Județean Vrancea a fost pus sub autoritatea nou-înființatului Consiliu Județean pentru Educație Fizică și Sport (CJEFS) Vrancea.
De atunci, structura și organizarea Ligii a IV-a Vrancea, la fel ca în cazul multor alte campionate județene, au suferit numeroase schimbări. Între 1968 și 1992, principala competiție județeană a fost cunoscută sub numele de Campionatul Județean. Între 1992 și 1997, a fost redenumită Divizia C – Faza Județeană, apoi Divizia D, începând cu anul 1997, iar din 2006 este cunoscută ca Liga a IV-a.

## Lista campioanelor

### Campionatul Regional Putna
| Ed. | Sezon | Campioană            |
| --- | ----- | -------------------- |
| 1   | 1951  | CSA Tecuci           |
| 2   | 1952  | Vulturii MFA Focșani |

### Campionatul Județean Vrancea
| Ed.                  | Sezon                | Campioană                     |
| Campionatul Județean | Campionatul Județean | Campionatul Județean          |
| -------------------- | -------------------- | ----------------------------- |
| 1                    | 1968–69              | Locomotiva Adjud              |
| 2                    | 1969–70              | Chimica Mărășești             |
| 3                    | 1970–71              | Luceafărul Focșani            |
| 4                    | 1971–72              | Locomotiva Adjud              |
| 5                    | 1972–73              | Luceafărul Focșani            |
| 6                    | 1973–74              | Dinamo Focșani                |
| 7                    | 1974–75              | Foresta Gugești               |
| 8                    | 1975–76              | Dinamo Focșani                |
| 9                    | 1976–77              | Rapid Panciu                  |
| 10                   | 1977–78              | Energia Vulturu               |
| 11                   | 1978–79              | Rapid Panciu                  |
| 12                   | 1979–80              | Constructorul Odobești        |
| 13                   | 1980–81              | Rapid Panciu                  |
| 14                   | 1981–82              | Constructorul Voința Odobești |
| 15                   | 1982–83              | Siretul Suraia                |
| 16                   | 1983–84              | Siretul Suraia                |
| 17                   | 1984–85              | Laminorul Focșani             |
| 18                   | 1985–86              | Energia Milcovul Focșani      |
| 19                   | 1986–87              | Autobuzul IJTL Focșani        |
| 20                   | 1987–88              | Autobuzul IJTL Focșani        |
| 21                   | 1988–89              | Tricotex Panciu               |
| 22                   | 1989–90              | IPREROM Doaga                 |
| 23                   | 1990–91              | Energia Vulturu               |
| 24                   | 1991–92              | Energia Vulturu               |

| Ed.                        | Sezon                      | Campioană                  |
| Divizia C – Faza Județeană | Divizia C – Faza Județeană | Divizia C – Faza Județeană |
| -------------------------- | -------------------------- | -------------------------- |
| 25                         | 1992–93                    | Energia Focșani            |
| 26                         | 1993–94                    | AS Prod Câmpineanca        |
| 27                         | 1994–95                    | AS Prod Câmpineanca        |
| 28                         | 1995–96                    | Siretul Suraia             |
| 29                         | 1996–97                    | Siretul Suraia             |
| Divizia D                  |                            |                            |
| 30                         | 1997–98                    | Tricotex Panciu            |
| 31                         | 1998–99                    | Tricotex Panciu            |
| 32                         | 1999–00                    | ASA Steaua Focșani         |
| 33                         | 2000–01                    | Juventus Focșani           |
| 34                         | 2001–02                    | Șoimii Nisprod Mircești    |
| 35                         | 2002–03                    | Daiana Odobești            |
| 36                         | 2003–04                    | Energia Vulturu            |
| 37                         | 2004–05                    | Dorecom Reghiu             |
| 38                         | 2005–06                    | Șoimii Nisprod Mircești    |
| Liga a IV-a                |                            |                            |
| 39                         | 2006–07                    | Energia Vulturu            |
| 40                         | 2007–08                    | FC Panciu                  |
| 41                         | 2008–09                    | FC Dumitrești              |
| 42                         | 2009–10                    | FCM Adjud                  |
| 43                         | 2010–11                    | Național Golești           |
| 44                         | 2011–12                    | Național Golești           |
| 45                         | 2012–13                    | Național Golești           |
| 46                         | 2013–14                    | Selena Jariștea            |

| Ed. | Sezon   | Campioană            |
| --- | ------- | -------------------- |
| 47  | 2014–15 | FC Panciu            |
| 48  | 2015–16 | Euromania Dumbrăveni |
| 49  | 2016–17 | CSM 2007 Focșani     |
| 50  | 2017–18 | Sportul Ciorăști     |
| 51  | 2018–19 | Mausoleul Mărășești  |
| 52  | 2019–20 | Nu s-a acordat       |
| 53  | 2020–21 | Inizio Focșani       |
| 54  | 2021–22 | Victoria Gugești     |
| 55  | 2022–23 | Victoria Gugești     |
| 56  | 2023–24 | CSM Adjud 1946       |
| 57  | 2024–25 | Victoria Gugești     |

1. ↑  Sezonul a fost abandonat în martie 2020 din cauza pandemiei de COVID-19 din România și nicio echipă nu a fost declarată campioană județeană.[12]